# Sarmatia incongrualis
Sarmatia incongrualis là một loài bướm đêm trong họ Erebidae.